# تحويل المصدر

مصدر جهد الكهربائي

يستخدم تحويل المصادر لتبسيط حل الدائرة الكهربائية، خصوصا مع المصادر المختلطة، بتحويل مصدر الجهد إلى مصدر تيار والعكس بالعكس . يمكن أن يكون إيجاد حل لدائرة صعب بدون استخدام الطرق التي تجعل الدائرة أبسط، ويعتبر تحويل المصدر أحد تطبيقات نظرية ثيفينين ونظرية نورتون .

مصدر تيار الكهربائي

## العملية
لتحويل المصدر يجب استخدام قانون أوم لجعل مصدر جهد موصل على التوالي مع المقاومة , واستبداله بمصدر تيار على التوازي مع نفس المقاومة . تذكر بأن قانون أوم ينص على أن الجهد على سطح مادة معينة يساوي حاصل ضرب مقاومة المادة في التيار المار بها ({\displaystyle V=IR})، وحيث أن تحويلات المصادر ثنائية، فإنه يمكن اشتقاق أحدهما من الآخر ، وتحويلات المصادر لا تتحدد فقط بدوائر المقاومة، ولكنها يمكن أن تستخدم في الدوائر التي تحتوي على مكثفات وملفات طالما أن الدائرة تقع في مجال التردد ، عمومًا؛ مفهوم تحويل المصادر هو تطبيق من تطبيقات نظرية ثيفينين بالنسبة لمصدر التيار، وتطبيق لنظرية نورتون بالنسبة لمصدر الجهد .
على وجه التحديد؛ تستخدم تحويلات المصادر لاستغلال مكافئ مصدر تيار حقيقي ومصدر جهد حقيقي، كما في البطارية، وتعطي التطبيقات الخاصة بنظرية ثيفينين ونظرية نورتون الكميات المتعلقة بالمكافئ، وعلى وجه التحديد؛ تخيل أننا نمتلك مصدر تيار حقيقي ({\displaystyle I})، والذي يعتبر مصدر تيار مثالي على التوازي مع المعاوقة، إذا كان مصدر التيار المثالي يعمل عند ({\displaystyle I}) أمبير، والمقاومة المتوازية تحتوى على معاوقة {\displaystyle Z}، وبتطبيق تحويل المصادر ينتج مصدر جهد حقيقي مكافئ، والذي يعتبر مثالي، وموصل على التوالي مع المعاوقة . مصدر الجهد المثالي {\displaystyle V} يحتوي على قيمة تكافئ حاصل ضرب قيمة مصدر التيار المثالي في مقاومة المصدر ({\displaystyle V=I*Z}) . ويحتفظ عنصر معاوقة مصدر الجهد الحقيقي على قيمة مصدر التيار الحقيقية .
بشكل أكثر عموما، يمكن أن تتم تحويلات المصادر بشرط الحفاظ على شيئين :
- قانون أوم .
- المعاوقات لا تتغير .

## مثال حسابي
تحويلات المصادر من السهل تنفيذها طالما لا تتعارض مع قانون أوم . إذا كان هناك مصدر جهد موصل على التوالي مع المعاوقة , فإنه من الممكن إيجاد القيمة المكافئة لمصدر التيار الموصل على التوازي مع المعاوقة بقسمة قيمة مصدر الجهد على قيمة المعاوقة . والعكس ينطبق بالمثل : إذا كان هناك مصدر تيار موصل على التوازي مع المعاوقة , فإن حاصل ضرب قيمة مصدر التيار في قيمة المعاوقة ينتج مصدر الجهد المكافئ الموصل على التوالي مع المعاوقة .
{\displaystyle V=I\cdot Z,\qquad I={\cfrac {V}{Z}}}

## مقالات ذات صلة
- قانون أوم
- مبرهنة ثيفينين
- مصدر تيار
- مصدر جهد كهربائي
- معاوقة
- نظرية نورتون